# Gužiniai
Gužiniai (hist. Dobrowszczyzna) − wieś na Litwie, w okręgu wileńskim, w rejonie solecznickim, w starostwie Dziewieniszki. W 2011 roku liczyła 1 mieszkańca.
Była to wieś królewska gieranońskiego starostwa niegrodowego.

## Historia
W czasach zaborów wieś w gminie Dziewieniszki, w powiecie oszmiańskim, w guberni wileńskiej Imperium Rosyjskiego. W 1870 roku liczyła 43 mieszkańców.
W latach 1921–1945 wieś leżała w Polsce, w województwie wileńskim, w powiecie oszmiańskim, w gminie Dziewieniszki.
W 1931 w 9 domach zamieszkiwały 54 osoby.
Wierni należeli do parafii rzymskokatolickiej w Dziewieniszkach. Miejscowość podlegała pod Sąd Grodzki w Holszanach i Okręgowy w Wilnie; właściwy urząd pocztowy mieścił się w Dziewieniszkach.